# かしま病院
かしま病院（かしまびょういん）は、福島県いわき市鹿島町下蔵持に所在し、社団医療法人養生会（ようじょうかい）が運営する病院。正式名称は社団医療法人養生会かしま病院（しゃだんいりょうほうじんようじょうかい かしまびょういん）。救急告示病院である。病院名は所在地の「鹿島」に由来し、左向きに走る鹿のシルエットをシンボルマークとしている。

## 概要
いわき市南東部の小名浜地区に立地する。敷地面積は26,824m2。地域の開業医らが集まり、地域医療を担う総合病院として自主的に設立したことが特色である。1981年（昭和56年）10月に病院設立準備会を設置し、翌1982年（昭和57年）4月に病院名を「かしま病院」に決定して建築工事に着工、1983年（昭和58年）4月に社団医療法人養生会の設立認可を受け、同時にかしま病院を開院した。開放型病院として他の医療機関（病院・診療所）との連携を重視し地域医療にあたっている。
福島県医師会傘下のいわき市医師会に所属し、いわき市住民健診（個別健診）の登録医療機関として「健診センター」を整備するなど、自治体との連携も重視している。
「患者様の権利に関する7ヶ条」と「医療従事者の倫理要項」を制定し、患者の権利と医療倫理を守ることを病院の基本理念としている。「患者様の権利に関する7ヶ条」には、インフォームド・コンセントの徹底とプライバシーの厳守、カルテ開示など知る権利の保障、差別なく平等に治療を受け人権尊重される権利などが盛り込まれている。「医療従事者の倫理要項」には、医療の質の向上と地域医療連携の推進、医療の安全管理の徹底、信頼関係に基づく医療と情報公開、の3つを柱として養生会職員が守るべき倫理要項を定めている。
市内では数少ない、睡眠時無呼吸症候群の検査である睡眠ポリグラフ検査ができるPSG（終夜睡眠ポリグラフィー）外来や、ペインクリニック（同院では「痛み外来」と称する）を設置していることも特色である。また古くから家庭医制度を取り入れ、2018年から日本でも総合診療専門医制度が始まると総合診療科を設置し、プライマリ・ケアにも力を入れてきた。そうした特色から、いわき市内だけではなく、隣接する茨城県北茨城市などから通院する患者もいる（「いわき市#茨城県北部との結びつきについて」も参照）。

## 沿革
- 1981年（昭和56年）10月 - 地域の開業医らを中心に、開放型病院の設立準備会を設置[1]。
- 1982年（昭和57年）4月 - 病院名を「かしま病院」に決定、建築工事に着工[1]。
- 1983年（昭和58年）4月 - 社団医療法人養生会の設立認可を受け、かしま病院を開院[1]。
- 1985年（昭和60年）
  - 4月 - 人間ドックを開設[1]。
  - 11月 - リハビリテーション棟が竣工[1]。
- 1989年（平成元年）
  - 8月 - 全日本病院協会の人間ドック指定病院となる[1]。
  - 11月 - 人工透析センターを増築し稼働開始[1]。調剤の院外処方を開始[1]。
- 1990年（平成2年）8月 - 救急告示病院の認可を受ける[1]。在宅酸素療法を開始[1]。
- 1995年（平成7年）7月 - かしま訪問看護ステーションを開設、訪問看護を開始[1]。
- 1998年（平成10年）11月 - MRIを導入する[1]。
- 1999年（平成11年）
  - 1月 - 往診専門診療所「クリニックかしま」を開院[1]、かしま訪問看護ステーションを同クリニック内へ移転[1]。
- 2000年（平成12年）3月 - 郷ヶ丘訪問看護ステーションを開設[1]。
- 2002年（平成14年）
  - 5月 - 福島県からいわき地区の「地域リハビリテーション広域支援センター」として指定を受ける[1]。
  - 9月 - 往診専門「クリニックかしま」を廃止[1]、外来診療所「クリニックかしま」として新築開院[1]。
  - 10月 - いわき地区広域支援センター連絡協議会を設立[1]。
- 2003年（平成15年）5月 - 訪問リハビリテーションを開始[1]。
- 2004年（平成16年）4月 - かしまヘルパーステーションを開設、ホームヘルパー派遣を開始[1]。
- 2005年（平成17年）10月 - 日本医療機能評価機構の認定病院に登録される[1]。日本静脈経腸栄養学会からNST（栄養サポートチーム）稼働施設に認定される[1]。
- 2006年（平成18年）8月 - 福島県から「仕事と生活の調和」推進企業として認定される[1]。
- 2018年（平成30年）
  - 4月 - 外来診療所「クリニックかしま」を、かしま病院へ統合[1]。
  - 10月 - 療養病棟（39床）を、かしま病院介護医療院（19床）へ転換[1]。
- 2025年（令和7年）3月 - 病床193床を、地域包括ケア病棟（92床）、地域包括医療病棟（42床）、回復期リハビリ病床（59床）の区分に変更[1]。

## 診療科目
2025年6月現在。かしま病院公式サイト「概要」と、「診療科・診察時間など」「診療部」に掲載されている診療科目が一部異なるため、本節では「診療科・診察時間など」「診療部」に準拠する。
- 内科[10]（消化器内科[12]）
- 腎臓内科[10]（人工透析[12]）
- 肝臓内科[10]
- 呼吸器内科[10]
- 循環器内科[10]
- 糖尿病内科[10]
- 外科[10]
- 整形外科[10]
- 皮膚科[10][12]
- 総合診療科[11][12]

特別診察
- 泌尿器科（尿失禁外来）[10][12]
- 神経内科[10][12]
- 婦人科[10]
- 乳腺外科[10][12]

特別外来
- 痛み外来[10][12]
- めまい外来[10][12]
- 禁煙外来[10][12]
- PSG外来[10][12] - 睡眠時無呼吸症候群の検査である終夜睡眠ポリグラフィー (PSG) を行う外来。

その他
- 放射線科[12]
- 胃カメラ・大腸カメラ検査[10]
- 健康診断・人間ドック[10] - 併設の「健診センター」で行う[9]。

休診中
- 心療内科 - 病院公式サイトには「当面の間休診中」とある[2]。
- ヘルニア外来[12] - 2021年3月から一時休診[10]。

## 設備
- 売店（コンビニエンスストア）- ヤマザキYショップかしま病院売店[13][14][15]
店内にマルチメディアキオスク (MMK)を設置する[16]。

## 交通アクセス
- JRいわき駅から自家用車で約20分。いわき駅方面から県道26号（鹿島街道）を経て、県道48号との交差点を左折、鹿島公民館前の道に入ると病院がある。病院前の道沿いに駐車場があり、それとは別に病院前に身体障害者専用駐車スペースが設置されている[4]。
- 病院と周辺地域を結ぶ送迎バスを4方面へ運行している[17]。

## 付帯施設
- かしま病院透析センター - 人工透析の専門センター（50床）[18]
- かしま病院健診センター - 健康診断・人間ドックの専門センター[9]。
- かしま病院介護医療院 - 介護保険施設（19床）。要介護者を対象に生活介護と医療的ターミナルケアを行う[2][19]。
- かしま訪問看護ステーション - 訪問看護を行う。訪問リハビリテーションにも対応する[2]。
- かしまヘルパーステーション - 居宅介護支援事業所。ホームヘルパー派遣を行う[2]。
- かしまデンタルクリニック - 歯科クリニック。いわき市鹿島町久保1丁目1-5に所在。かしま病院と連携して診療を行っている[20]。

## 社会福祉法人が運営する施設
母体を同じくする別法人として社会福祉法人養生会（しゃかいふくしほうじん ようじょうかい）があり、以下の施設を運営している。
- 特別養護老人ホームかしま荘 - かしま病院に隣接し、いわき市鹿島町下蔵持字中沢目24に所在[21]。
  - ショートステイかしま、かしまデイサービスセンター、ケアハウスかしま、かしま居宅介護支援事業所を併設する[21]。
  - 社会福祉法人養生会の本部も、かしま荘内に所在する[21]。
- グループホームかしま - かしま病院に近い、いわき市鹿島町下蔵持字里屋13-1に所在[21]。
- 地域密着型特別養護老人ホームりゅうじん - いわき市洋向台1丁目39-2に所在。ショートステイりゅうじんを併設する[21]。